# Johanna Dray
Pour les articles homonymes, voir Dray.
Johanna Dray est un mannequin français.

## Biographie
Johanna Dray est découverte à 21 ans, par un photographe dans le métro. Mannequin grande taille, elle défile pour John Galliano et est apparue dans Elle, Vogue et Madame Figaro,.